# Katarzyna Balbuza
Katarzyna Małgorzata Balbuza – polska historyk, dr hab. nauk humanistycznych, profesor nadzwyczajny Instytutu Historii Wydziału Historii Uniwersytetu im. Adama Mickiewicza w Poznaniu.

## Życiorys
W 1996 ukończyła studia historyczne na Uniwersytecie im. Adama Mickiewicza, 5 listopada 2001 obroniła pracę doktorską Triumf jako wyraz rzymskiej ideologii zwycięstwa w okresie od Augusta do Dioklecjana, 1 czerwca 2015 habilitowała się na podstawie pracy zatytułowanej Aeternitas Augusti. Kształtowanie się i rozwój koncepcji wieczności w (auto)prezentacji cesarza rzymskiego (od Augusta do Sewera Aleksandra). W 2002 r. została zatrudniona na stanowisku adiunkta w Instytucie Historii na Wydziale Historii Uniwersytetu im. Adama Mickiewicza, od 2017 r. pracuje na stanowisku profesora nadzwyczajnego na UAM. Od stycznia 2020 r. pełni funkcję kierownika Pracowni Historii Starożytnej Grecji i Rzymu (do 31 grudnia pod nazwą: Zakład Historii Społeczeństw Antycznych) oraz prodziekana ds. studenckich i kształcenia Wydziału Historii UAM.
Członkini kilku towarzystw naukowych: Polskiego Towarzystwa Numizmatycznego - oddział w Poznaniu, Polskiego Towarzystwa Filologicznego - oddział w Poznaniu, Poznańskiego Towarzystwa Przyjaciół Nauk, Polskiego Towarzystwa Historycznego – oddział w Poznaniu (prezes, 1. kadencja: 2019–2022) oraz Stowarzyszenia Historyków Starożytności (członek zarządu).